# فرودگاه خوآن گئوآلبرتو گومس
فرودگاه خوآن گئوآلبرتو گومس (به انگلیسی: Juan Gualberto Gómez Airport) یک فرودگاه همگانی با کد یاتا VRA است که یک باند فرود آسفالت دارد و طول باند آن ۳۵۰۲ متر است. این فرودگاه در شهر وارادرو کشور کوبا قرار دارد و در ارتفاع ۶۴ متری از سطح دریا واقع شده‌است.

## شرکت‌های هواپیمایی و مقصدهای پروازی

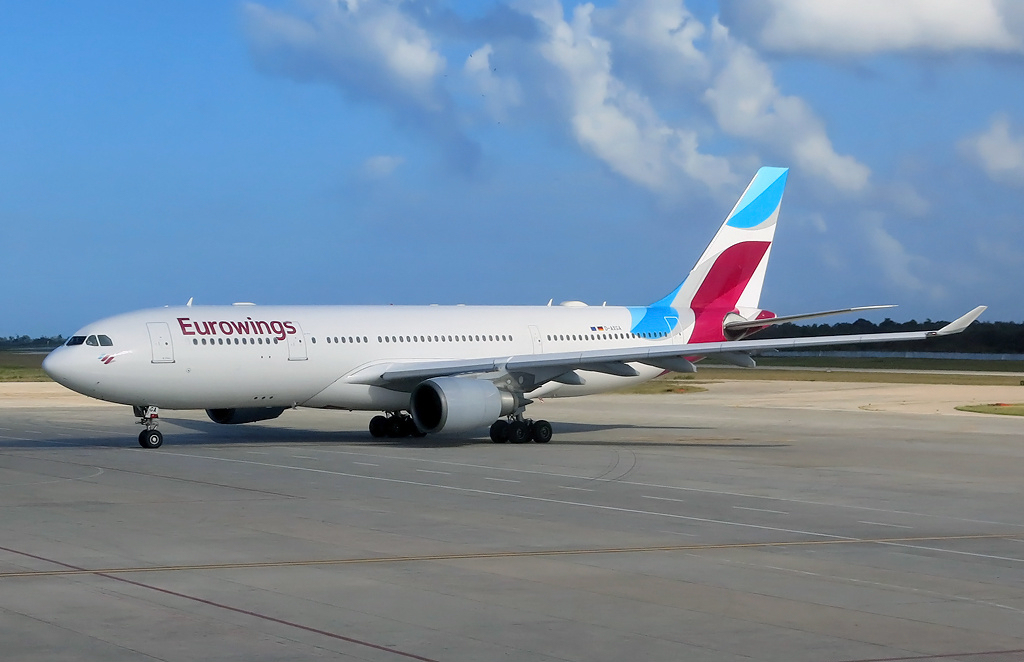
A taxiing یورو وینگز ایرباس ای۳۳۰ اجرا توسط سان‌اکسپرس دویچلند

### مسافری
| شرکت‌های هواپیمایی                      | مقصدهای پروازی |
| -------------------------------------- | --- |
| ایر کانادا                             | فصلی: مک‌دونالد-کارتیر اتاوا |
| ایر کانادا روژ                         | مونترآل-پییر الیوت ترودو، پیرسون تورنتو |
| Air Transat                            | مونترآل-پییر الیوت ترودو، پیرسون تورنتو فصلی: کالگری، ادمونتون، هلفکس استانفیلد، جان سی. منرو همیلتن، گریتر مانکتن، مک‌دونالد-کارتیر اتاوا، ژان لوساژ شهر کبک، رجاینا، ساسکاتون جان گ. دیفنبکر، ونکوور، وینیپگ جیمز آرمسترانگ ریچاردسون |
| امریکن ایرلاینز                        | میامی |
| Azur Air                               | چارتر: دوموده‌دوو |
| بلو پاناروما ایرلاینز                  | میلانو مالپنسا |
| کوندور فلوگدینست                       | فصلی: فرانکفورت، مونیخ |
| کورس‌ایر اینترنشنال                     | اورلی (آغاز از ۲۳ اکتبر ۲۰۱۷) |
| هواپیمایی کوبا                         | مونترآل-پییر الیوت ترودو، پیرسون تورنتو |
| ادلوایس ایر                            | زوریخ (آغاز از ۲۶ ژوئیه ۲۰۱۸) |
| یورو وینگز اجرا توسط سان‌اکسپرس دویچلند | کلن بن فصلی: مونیخ (آغاز از ۲ مه ۲۰۱۸) |
| Interjet                               | مکزیکو سیتی |
| لوت پولیش ایرلاینز                     | چارتر: شوپن ورشو |
| Neos                                   | چارتر فصلی: میلانو مالپنسا |
| نوردویند ایرلاینز                      | Seasonal charter: شرمتیوو |
| Orbest اجرا توسط Evelop Airlines       | فصلی: لیسبون پورتلا |
| Servicios Aéreos Profesionales         | پونتا کانا |
| ساوت‌وست ایرلاینز                       | فورت لادردیل–هالیوود (پایان در ۴ سپتامبر ۲۰۱۷) |
| سان‌وینگ ایرلاینز                       | کالگری، ادمونتون، مونترآل-پییر الیوت ترودو، مک‌دونالد-کارتیر اتاوا، پیرسون تورنتو، ونکوور فصلی: سی‌اف‌بی باگوتویل، شارلوت‌تاون، منطقه‌ای دیر لیک، فردریکتون، گندر، هلفکس استانفیلد، جان سی. منرو همیلتن، کلونا، لندن، گریتر مانکتن، ژان لوساژ شهر کبک، رجاینا، سنت جان، ساسکاتون جان گ. دیفنبکر، تاندر بی، ویندزر، وینیپگ جیمز آرمسترانگ ریچاردسون |
| Thomas Cook Airlines                   | منچستر |
| Thomson Airways                        | گاتویک |
| TUI fly Belgium                        | بروکسل |
| تی‌یوآی ایرلاینز نیدرلندز               | اسخیپول آمستردام |
| ویرجین آتلانتیک                        | گاتویک |
| Wamos Air                              | مادرید-باراخاس، لا آررا |
| وست جت                                 | پیرسون تورنتو فصلی: کالگری |

### باری
| شرکت‌های هواپیمایی | مقصدهای پروازی |
| ----------------- | -------------- |
| فدکس اکسپرس       | میامی          |